# Zwiad Izoria
Zwiad Izoria, gruz. ზვიად იზორია (ur. 6 stycznia 1984 w Choni) – gruziński szachista, reprezentant Stanów Zjednoczonych od 2013, arcymistrz od 2002 roku.

## Kariera szachowa
Jest wielokrotnym medalistą mistrzostw Europy i świata juniorów. W mistrzostwa Europy zwyciężał w latach 2000 (w kategorii do lat 16), 2001 (dwukrotnie, do lat 18 i 20) oraz 2002 (do lat 20). W roku 2001 zdobył również srebrny medal na mistrzostwach świata juniorów do lat 18. Rok później wystąpił w narodowej drużynie na szachowej olimpiadzie w Bledzie. W roku 2003 podzielił I miejsca w Izmirze (wspólnie z Lewanem Panculają) oraz w Hoogeveen. Rok później triumfował w otwartym turnieju w Filadelfii, podzielił III miejsce w Erywaniu oraz po raz drugi wystąpił na olimpiadzie. W roku 2005 odniósł największy sukces w dotychczasowej karierze, samodzielnie zwyciężając w bardzo silnie obsadzonym turnieju HB Global Chess Challenge w Minneapolis (przed m.in. Ilią Smirinem, Gatą Kamskim, Aleksandrem Bielawskim i Jaanem Ehlvestem). W roku 2006 zajął V miejsce na mistrzostwach Europy w Kuşadası, natomiast w 2007 podzielił I miejsce (m.in. wraz z Gatą Kamskim) w otwartym turnieju rozegranym w Foxwoods Casino.
Najwyższy ranking w dotychczasowej karierze osiągnął 1 lipca 2006, z wynikiem 2660 punktów zajmował wówczas 50. miejsce na światowej liście FIDE.